# Cum sicuti
Cum sicuti, en español, "Cuando, tal como ", es un breve de Gragorio XIV, datado el 18 de abril de 1591, en el que da indicaciones a los obispos filipinos para que se restituyan a los propietarios los bienes que le fueron arrebatados en la conquista, así mismo manda bajo excomunión que se deje libre a todos los indígenas. 

## Contenido
Comienza el breve exponiendo la situación que se presenta en ese momento en Filipinas

Cum, sicuti nuper accepimus, in primseva conversione Indorum insulamm Philippinarum tanta vitse pericula propter ipsorum Indorum ferocitatem adeunda fuerint, ut multi contra ipsos Indos arma sumere et in bonis damna daré coacti extiterint,
Cuando, tal como hemos conocido recientemente, en la primera evangelización de los indios de las islas filipinas, fueron tales los peligros de su ferocidad, que ubo que tomar las armas contra ellos, y apoderarse de sus bienes.

Pero, tras su conversión, entre los conquistadores surgió el deseo de devolverles esos bienes, pero muchos no tenían facultades para hacer lo que su conciencia les pedia. El papa, en el breve, comisiona al Obispo de Filipinas para que resuelva este asunto, se restituya a sus propietarios lo que se le tomo, si no se conocen los duños se dstine a los indios pobres y,  si alguno que tomó esos bienes ahora no puede deverlos, lo haga cuando su fortuna lo permta.
Manda además, que en esas cuestiones se observe inviolablemente, lo que en cada caso las determinaciones que el Obispo, los Religiosos y Doctores, reunidos en congregación, acuerden por mayoría de votos, en favor de la fe cristiana y la salud de las almas.
Por otra parte, de acuerdo con la determinado por el  rey español Felipe II , prohibiendo a los españoles esclavizar a los indios, sea por título de guerra, justa o injusta, o por compra o cualquier ottro medio, Ordena el Papa que se deje libres a todos los indiios, prohibiendo, bajo pena de excomunión, conservar esclavos.